# Breutelia nigrescens
Breutelia nigrescens är en bladmossart som beskrevs av Theodor Carl Karl Julius Herzog 1909. Breutelia nigrescens ingår i släktet gullhårsmossor, och familjen Bartramiaceae. Inga underarter finns listade i Catalogue of Life.